# Hypomyces
Genre
Synonymes
- Apiocrea Syd. & P. Syd.[2]
- Bonordenia Schulzer[2]
- Chiajaea (Sacc.) Höhn.[2]
- Clintoniella (Sacc.) Rehm[2]
- Peckiella (Sacc.) Sacc.[2]

Hypomyces est un genre de champignons de la famille des Hypocreaceae.

## Liste des espèces
Selon Catalogue of Life (26 juillet 2017) :
- Hypomyces aconidialis K. Põldmaa, 2011
- Hypomyces albidus Rehm, 1903
- Hypomyces amaurodermatis Rogerson & Samuels, 1993
- Hypomyces apiculatus (Cooke & Peck) Seaver, 1910
- Hypomyces arecae Bacc., 1902
- Hypomyces arenaceus A.L. Sm., 1901
- Hypomyces armeniacus Tul. & C. Tul., 1860
- Hypomyces asclepiadis Zerova, 1937
- Hypomyces aurantius (Pers.) Fuckel, 1870
- Hypomyces auriculariicola K. Põldmaa & Samuels, 2004
- Hypomyces australasiaticus K. Põldmaa, 2011
- Hypomyces australiensis Höhn., 1909
- Hypomyces australis (Mont.) Höhn., 1910
- Hypomyces badius Rogerson & Samuels, 1989
- Hypomyces batavus Arnold, 1972
- Hypomyces biasolettianus (Briosi & Farneti) Sacc., 1905
- Hypomyces boletiphagus Rogerson & Samuels, 1989
- Hypomyces bresadolae Sacc., 1903
- Hypomyces caulicola Henn., 1902
- Hypomyces cervinus Tul. & C. Tul., 1865
- Hypomyces chlorinigenus Rogerson & Samuels, 1989
- Hypomyces chlorinus Tul. & C. Tul., 1865
- Hypomyces chrysospermus Tul. & C. Tul., 1860
- Hypomyces completus (G.R.W. Arnold) Rogerson & Samuels, 1989
- Hypomyces conviva Bacc., 1902
- Hypomyces corticiicola K. Põldmaa, 1999
- Hypomyces dactylarioides G.R.W. Arnold, 1972
- Hypomyces destruens-equi Breda de Haan & Hoogk. Niet, 1903
- Hypomyces ekmanii Petr. & Cif., 1930
- Hypomyces favoli Samuels, K. Põldmaa & Lodge, 1997
- Hypomyces flavolanatus Petch, 1917
- Hypomyces fulgens (Fr.) P. Karst., 1873
- Hypomyces gabonensis K. Põldmaa, 2011
- Hypomyces galericola Henn., 1902
- Hypomyces hrubyanus Petr., 1934
- Hypomyces hyacinthi Sorauer, 1908
- Hypomyces hyalinus (Schwein.) Tul. & C. Tul., 1860
- Hypomyces javanicus Höhn., 1909
- Hypomyces khaoyaiensis K. Põldmaa & Samuels, 2004
- Hypomyces lactifluorum (Schwein.) Tul. & C. Tul., 1860
- Hypomyces laeticolor Tokiwa & Okuda, 2005
- Hypomyces lateritius (Fr.) Tul. & C. Tul., 1860
- Hypomyces leotiicola Rogerson & Samuels, 1985
- Hypomyces linearis Rehm, 1900
- Hypomyces linkii Tul. & C. Tul., 1860
- Hypomyces lithuanicus Heinr.-Norm., 1969
- Hypomyces luteovirens (Fr.) Tul. & C. Tul., 1860
- Hypomyces macrosporus Seaver, 1910
- Hypomyces melanocarpus Rogerson & Mazzer, 1971
- Hypomyces melanochlorus Rogerson & Samuels, 1989
- Hypomyces microspermus Rogerson & Samuels, 1989
- Hypomyces miliarius Tul. & C. Tul., 1865
- Hypomyces mycogones Rogerson & Samuels, 1985
- Hypomyces mycophilus Rogerson & Samuels, 1993
- Hypomyces niveus Henn., 1908
- Hypomyces novae-zelandiae Dingley, 1951
- Hypomyces ochraceus (Pers.) Tul. & C. Tul., 1865
- Hypomyces odoratus G.R.W. Arnold, 1964
- Hypomyces orthosporus K. Põldmaa, 1996
- Hypomyces pallidus Petch, 1920
- Hypomyces papulasporae Rogerson & Samuels, 1985
- Hypomyces parvisporus (G. Winter) Höhn. ex Weese, 1916
- Hypomyces parvus Petch, 1945
- Hypomyces penicillatus Tokiwa & Okuda, 2005
- Hypomyces pergamenus Rogerson & Samuels, 1993
- Hypomyces perniciosus Magnus, 1888
- Hypomyces petchii G.R.W. Arnold, 1972
- Hypomyces polyporinus Peck, 1874
- Hypomyces porphyreus Rogerson & Mazzer, 1971
- Hypomyces pseudocorticiicola Tokiwa & Okuda, 2005
- Hypomyces pseudopolyporinus Samuels & Rogerson, 1986
- Hypomyces puertoricensis Samuels, K. Põldmaa & Lodge, 1997
- Hypomyces robledoi K. Põldmaa, 2007
- Hypomyces rosellus (Alb. & Schwein.) Tul. & C. Tul., 1860
- Hypomyces rostratus K. Põldmaa, 1999
- Hypomyces samuelsii K. Põldmaa, 2011
- Hypomyces semitranslucens G.R.W. Arnold, 1971
- Hypomyces sepulchralis Pat., 1902
- Hypomyces siamensis K. Põldmaa & Samuels, 2004
- Hypomyces sibirinae Rogerson & Samuels, 1990
- Hypomyces sinicus W.Y. Zhuang, Shuang L. Chen, Z.Q. Zeng & H.D. Zheng, 2012
- Hypomyces spadiceus Fr. ex Cooke, 1884
- Hypomyces stephanomatis Rogerson & Samuels, 1985
- Hypomyces stereicola Henn., 1903
- Hypomyces subaurantius Heinr.-Norm., 1969
- Hypomyces subiculosus (Berk. & M.A. Curtis) Höhn., 1910
- Hypomyces succineus Rogerson & Samuels, 1992
- Hypomyces sympodiophorus Rogerson & Samuels, 1993
- Hypomyces thailandicus K. Põldmaa & Samuels, 2003
- Hypomyces torminosus (Mont.) Tul. & C. Tul., 1865
- Hypomyces triseptatus Rossman & Rogerson, 1981
- Hypomyces tuberosus Tul. & C. Tul., 1865
- Hypomyces villosus Samuels & Rogerson, 1986
- Hypomyces virescens G.R.W. Arnold & K. Põldmaa, 2011
- Hypomyces viridigriseus K. Põldmaa & Samuels, 1997
- Hypomyces viridis P. Karst., 1873
- Hypomyces volemi Peck, 1900
- Hypomyces xyloboli K. Põldmaa, 2003

Selon Index Fungorum (26 juillet 2017) :
- Hypomyces aconidialis K. Põldmaa 2011
- Hypomyces agaricola (Chaillet ex Fr.) Sacc. 1878
- Hypomyces albidus Rehm 1903
- Hypomyces albus P. Crouan & H. Crouan 1867
- Hypomyces amaniticola Z.Q. Zeng & W.Y. Zhuang 2016
- Hypomyces amaurodermatis Rogerson & Samuels 1993
- Hypomyces apiculatus (Cooke & Peck) Seaver 1910
- Hypomyces apiosporus Cooke 1884
- Hypomyces arachnoideus J. Schröt. 1893
- Hypomyces arecae Bacc. 1902
- Hypomyces arenaceus A.L. Sm. 1901
- Hypomyces armeniacus Tul. & C. Tul. 1860
- Hypomyces asclepiadis Zerova 1937
- Hypomyces ater Fr. 1849
- Hypomyces ater Fr. ex Cooke 1884
- Hypomyces aurantiicolor Schulzer 1880
- Hypomyces aurantius (Pers.) Fuckel 1870
- Hypomyces aurantius Plowr. ex Mussat 1901
- Hypomyces aureonitens Plowr. 1882
- Hypomyces auriculariicola K. Põldmaa & Samuels 2004
- Hypomyces australasiaticus K. Põldmaa 2011
- Hypomyces australbidus K. Põldmaa & Samuels 2004
- Hypomyces australiensis Höhn. 1909
- Hypomyces australis (Mont.) Höhn. 1910
- Hypomyces badius Rogerson & Samuels 1989
- Hypomyces banningiae Peck 1879
- Hypomyces batavus Arnold 1972
- Hypomyces biasolettianus (Briosi & Farneti) Sacc. 1905
- Hypomyces boleticola (Schwein.) Sacc. 1883
- Hypomyces boletiphagus Rogerson & Samuels 1989
- Hypomyces bombycinus (Fr. ex Weinm.) P. Karst. 1873
- Hypomyces bresadolae Sacc. 1903
- Hypomyces caulicola Henn. 1902
- Hypomyces cervinus Tul. & C. Tul. 1865
- Hypomyces cesatii (Mont.) Tul. & C. Tul. 1860
- Hypomyces chlorinigenus Rogerson & Samuels 1989
- Hypomyces chlorinus Tul. & C. Tul. 1865
- Hypomyces chromaticus Berk. & Broome 1873
- Hypomyces chrysospermus Tul. & C. Tul. 1860
- Hypomyces completiopsis Z.Q. Zeng & W.Y. Zhuang 2016
- Hypomyces completus (G.R.W. Arnold) Rogerson & Samuels 1989
- Hypomyces conviva Bacc. 1902
- Hypomyces corticiicola K. Põldmaa 1999
- Hypomyces dactylarioides G.R.W. Arnold 1972
- Hypomyces deformans (Lagger) Sacc. 1883
- Hypomyces destruens-equi Breda de Haan & Hoogk. Niet 1903
- Hypomyces ekmanii Petr. & Cif. 1930
- Hypomyces ellipsosporus Zare & W. Gams 2016
- Hypomyces epimyces (G.H. Otth) Sacc. 1896
- Hypomyces favoli Samuels, K. Põldmaa & Lodge 1997
- Hypomyces flavescens Schwein. ex Cooke 1884
- Hypomyces flavolanatus Petch 1917
- Hypomyces fulgens (Fr.) P. Karst. 1873
- Hypomyces gabonensis K. Põldmaa 2011
- Hypomyces galericola Henn. 1902
- Hypomyces goroshankianus (Wahrlich) Bernátsky 1899
- Hypomyces heterosporus (K. Põldmaa) Lechat 2016
- Hypomyces hrubyanus Petr. 1934
- Hypomyces hyacinthi Sorauer 1908
- Hypomyces hyalinus (Schwein.) Tul. & C. Tul. 1860
- Hypomyces inaequalis Peck 1898
- Hypomyces insignis Berk. & M.A. Curtis 1867
- Hypomyces javanicus Höhn. 1909
- Hypomyces khaoyaiensis K. Põldmaa & Samuels 2004
- Hypomyces lactifluorum (Schwein.) Tul. & C. Tul. 1860
- Hypomyces laeticolor Tokiwa & Okuda 2005
- Hypomyces lateritius (Fr.) Tul. & C. Tul. 1860
- Hypomyces leotiicola Rogerson & Samuels 1985
- Hypomyces linearis Rehm 1900
- Hypomyces linkii Tul. & C. Tul. 1860
- Hypomyces lithuanicus Heinr.-Norm. 1969
- Hypomyces luteovirens (Fr.) Tul. & C. Tul. 1860
- Hypomyces macrosporus Seaver 1910
- Hypomyces melanocarpus Rogerson & Mazzer 1971
- Hypomyces melanochlorus Rogerson & Samuels 1989
- Hypomyces melanostigma Tul. 1860
- Hypomyces microspermus Rogerson & Samuels 1989
- Hypomyces miliarius Tul. & C. Tul. 1865
- Hypomyces mycogones Rogerson & Samuels 1985
- Hypomyces mycophilus Rogerson & Samuels 1993
- Hypomyces niveus Henn. 1908
- Hypomyces novae-zelandiae Dingley 1951
- Hypomyces ochraceus (Pers.) Tul. & C. Tul. 1865
- Hypomyces odoratus G.R.W. Arnold 1964
- Hypomyces orthosporus K. Põldmaa 1996
- Hypomyces paeonius Berk. & Broome 1873
- Hypomyces pallidus Petch 1920
- Hypomyces pannosus (Schwein.) Cooke 1884
- Hypomyces papulasporae Rogerson & Samuels 1985
- Hypomyces parvisporus (G. Winter) Höhn. ex Weese 1916
- Hypomyces parvus Petch 1945
- Hypomyces peltigericola Lechat & Gardiennet 2016
- Hypomyces penicillatus Tokiwa & Okuda 2005
- Hypomyces pergamenus Rogerson & Samuels 1993
- Hypomyces perniciosus Magnus 1888
- Hypomyces petchii G.R.W. Arnold 1972
- Hypomyces pezizae Tul. & C. Tul. 1865
- Hypomyces polyporinus Peck 1874
- Hypomyces porphyreus Rogerson & Mazzer 1971
- Hypomyces pseudocorticiicola Tokiwa & Okuda 2005
- Hypomyces pseudopolyporinus Samuels & Rogerson 1986
- Hypomyces puertoricensis Samuels, K. Põldmaa & Lodge 1997
- Hypomyces purpureus Heinr.-Norm. 1969
- Hypomyces purpureus Peck 1898
- Hypomyces robledoi K. Põldmaa 2007
- Hypomyces rosellus (Alb. & Schwein.) Tul. & C. Tul. 1860
- Hypomyces rostratus K. Põldmaa 1999
- Hypomyces samuelsii K. Põldmaa 2011
- Hypomyces semitranslucens G.R.W. Arnold 1971
- Hypomyces sepulchralis Pat. 1902
- Hypomyces siamensis K. Põldmaa & Samuels 2004
- Hypomyces sibirinae Rogerson & Samuels 1990
- Hypomyces sinicus W.Y. Zhuang, Shuang L. Chen, Z.Q. Zeng & H.D. Zheng 2012
- Hypomyces spadiceus Fr. ex Cooke 1884
- Hypomyces stephanomatis Rogerson & Samuels 1985
- Hypomyces stereicola Henn. 1903
- Hypomyces stuhlmannii Henn. 1895
- Hypomyces subaurantius Heinr.-Norm. 1969
- Hypomyces subglobosus Zare & W. Gams 2016
- Hypomyces subiculosus (Berk. & M.A. Curtis) Höhn. 1910
- Hypomyces succineus Rogerson & Samuels 1992
- Hypomyces sulphureus Schulzer 1880
- Hypomyces sulphureus Syd. & P. Syd. 1914
- Hypomyces sympodiophorus Rogerson & Samuels 1993
- Hypomyces tegillum Berk. & M.A. Curtis 1875
- Hypomyces terrestris Plowr. 1882
- Hypomyces thailandicus K. Põldmaa & Samuels 2003
- Hypomyces tomentosus (Berk.) Berk. 1875
- Hypomyces torminosus (Mont.) Tul. & C. Tul. 1865
- Hypomyces transformans Peck 1878
- Hypomyces trichoderma (Hoffm.) Sacc. 1883
- Hypomyces triseptatus Rossman & Rogerson 1981
- Hypomyces tubariicola (W. Gams) Zare & W. Gams 2016
- Hypomyces tubericola (Schwein.) Sacc. 1883
- Hypomyces tuberosus Tul. & C. Tul. 1865
- Hypomyces vanbruntianus W.R. Gerard 1873